# Dan D. Brătianu

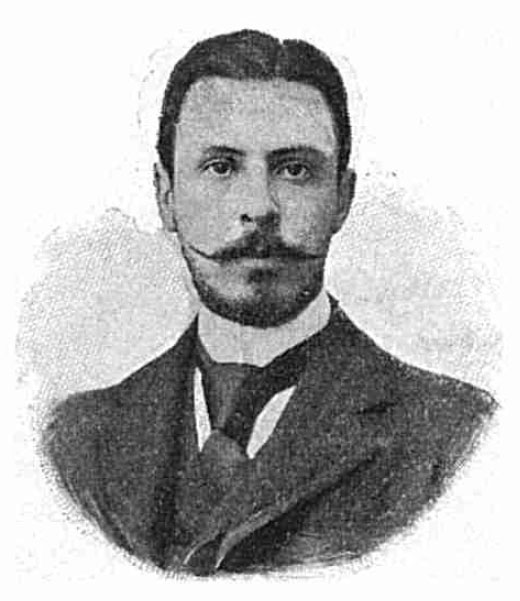
Dan D. Brătianu. Portret în

Dan D. Brătianu (n. 1866 - d. 1899) a fost un politician român, membru al cunoscutei familii Brătianu. Era fiul lui Dumitru Brătianu. De educație inginer, a fost ales pentru prima dată în parlament în 1895 (cu 175 de voturi), devenind deputat de Argeș din partea Partidului Național-Liberal.